# 亚历山大·沃洛申
亚历山大·斯塔利耶维奇·沃洛申（俄语：Александр Стальевич Волошин，1956年3月3日—），是俄罗斯联邦政商界人士。曾经担任过俄罗斯总统办公厅主任等要职。叶利钦的亲信。素有“铁血宰相”之称。

## 生平
莫斯科出身。1978年莫斯科交通学院毕业。
1998年9月12日被任命为主管经济问题的俄罗斯总统办公厅副主任，1999年3月19日起任总统办公厅主任，同年4月13日任联邦安全会议成员。6月28日起任统一电力公司董事长。1999年12月，沃洛申随辞职的叶利钦去职。同日，代总统普京重新任命他为总统办公厅主任。普京2000年5月就任新总统后，再次任命沃洛申为总统办公厅主任，梅德韦杰夫为第一副主任。
2003年11月，由于沃洛申对逮捕石油富商霍多尔科夫斯基一事持有异议，而被普京解除职务。梅德韦杰夫接任其职务。
此后，活跃于商界。2008年12月26日成为诺里尔斯克镍业公司董事长。也是Yandex等公司的董事会成员。